# Joanna av England

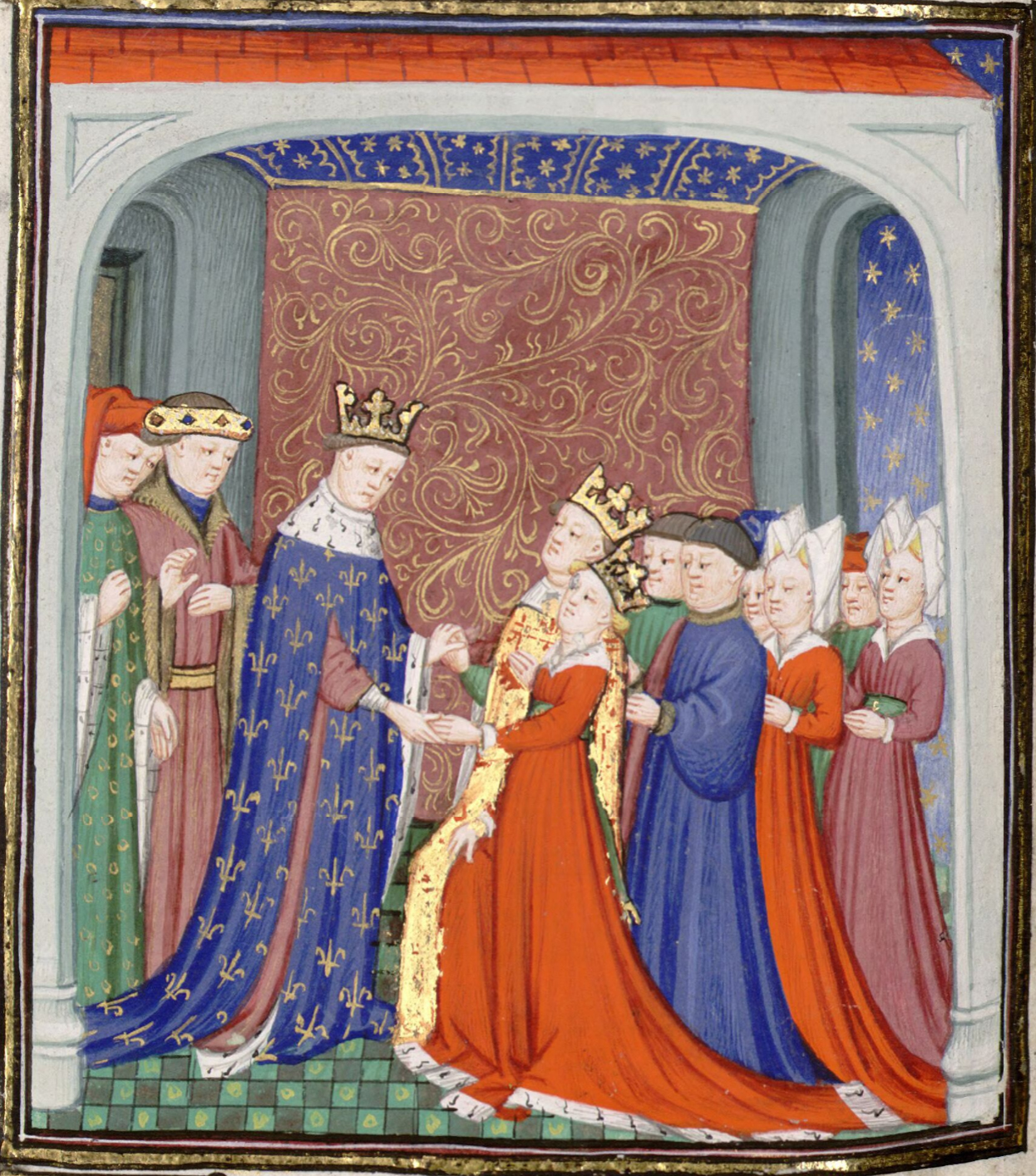
Joanna och David II hos franske kungen Filip VI.

Joanna av England, även känd som Joanna i Towern, född 5 juli 1321 i Towern i London, död 7 september 1362, var genom sitt äktenskap med David II drottning av Skottland från 1329 till sin död.

## Biografi
Joanna var dotter till kung Edvard II av England och Isabella av Frankrike. Hon blev gift med kung David i enlighet med fördraget i Northampton den 17 juli 1328 i Berwick-upon-Tweed och blev drottning vid hans trontillträde den 7 juni året därpå.
På grund av den engelska segern vid Halidon Hill i juli 1333 lämnade paret Skottland och reste till Frankrike av säkerhetsskäl. De togs emot av Filip VI av Frankrike 1334 och fick Château Gaillard som residens. Inte mycket är känt om deras vistelse i Frankrike.
Joanna av England återvände med maken till Skottland i juli 1341. När David hamnade i engelsk fångenskap 1346 reste Joanna till England, där hon fick tillåtelse att besöka honom i Towern. När David frigavs år 1357 och återvände till Skottland, valde Joanna att stanna kvar i England, där hon levde fram till sin död. Hon stod nära sin mor Isabella, och skötte henne vid dennas dödsbädd år 1358.